# ابنه، سوریه
ابنه (به عربی: ابنه) یک روستا در سوریه است که در ناحیه مرکزی اریحا واقع شده‌است. ابنه ۱٬۰۹۷ نفر جمعیت دارد.